# Adeloneivaia curvilinea
Adeloneivaia curvilinea är en fjärilsart som beskrevs av William Schaus 1900. Adeloneivaia curvilinea ingår i släktet Adeloneivaia och familjen påfågelsspinnare. Inga underarter finns listade i Catalogue of Life.